# サン・ローラン (ブドウ)
サン・ローラン（St. Laurent、時折、フランス語: Saint Laurentあるいはドイツ語: Sankt Laurentで表記される）は非常に芳香の強い暗い果色のワイン用ブドウ 品種である。サン・ローランの起源には謎が多く、ピノ・ノワールと未知の第二の親品種の交配から生まれたと信じられている。
サン･ローランはチェコの黒ブドウ品種の中で最も広く栽培されており、モラヴィアとボヘミアに含まれる全てのワイン生産地域で栽培されている。これは全葡萄園の約9%を占めており、1,730haにもなる。
オーストリアでは、サン･ローランは3番目に主要な黒ブドウで、ニーダーエスターライヒ州とブルゲンラント州で栽培されている。2008年、オーストリアのブドウ農園は794ヘクタール（1,960エーカー）に達し、1990年代に若干減少した後、オーストリアの一般的な赤ワインのトレンドの一部として2000年代に拡大した。

## 交配の子孫品種
- ツヴァイゲルトは1922年にフリッツ・ツヴァイゲルトによってブラウフレンキッシュとサン･ローランの交配によって作られた。
- アンドレは1960年にJ. Horákによってサン・ローランとブラウフレンキッシュの交配によって育てられ、1980年にチェコの国家登録品種に認定された[5]。
- ネロネットは (サン･ローラン x ブラウアー・ポルトギーザー) x (アリカンテ・ブーシェ x カベルネ・ソーヴィニヨン)の交配種であり、アリカンテ･ブーシェ x カベルネ・ソーヴィニヨンの交配種は新たにアリバーネットと名付けられた。
- ロンドはザーリャ・セヴェラ x サン･ローランの交配種。この品種は最初はGm 6494-5というナンバーで呼ばれ、-5の部分は同様の近似種の5品種目の意味だった。ちなみにGm 6494母集団の他のナンバーはブロナー、バロン、カベルネ･カルボン、プリオール、ソーヴィニャー・グリと名付けられた。

## 別名
サン･ローランには以下に示すような別名が知られている。
Blauer Saint Laurent, Chvartser, Laourentstraoube, Laurenzitraube, Laurenztraube, Lorentstraube, Lorenztraube, Lovrenac Crni, Lovrijenac, Lovrijenac Crni, Saint Laurent noir, Saint Lorentz, Sankt Laurent, Sankt Lorenztraube, Sant Lorentz, Schwarzer, Schwarzer Lorenztraube, Sent Laourent, Sent Lovrenka, Sentlovrenka, Shentlovrenka, Shvartser, St. Laurent, Svati Vavrinetz, Svatovavřinecké, Svatovavrinetske, Svatovavrinetzke, Svätovavrinecké, Svaty Vavrinec, Szent Lőrinc, Szent Lőrinczi, Szent Loerine, Szentlőrinc, Vavrinak